# Mohyla míru - Austerlitz
Mohyla míru - Austerlitz o.p.s. je obecně prospěšná společnost v okresu Brno-venkov a okresu Vyškov se sídlem ve Šlapanicích a jejím cílem je regionální rozvoj obecně. Hlavními obecně prospěšnými činnostmi jsou dokumentace stavu kulturních a uměleckých památek památkové zóny Slavkovského bojiště, vytváření a využívání zdrojů ve prospěch kulturních, krajinných a uměleckých památek ležících na tomto území, pomoc k jejich záchraně, ochraně a udržování. Společnost sdružuje celkem 18 obcí a byla založena v roce 1999.

## Obce sdružené v mikroregionu
- Blažovice
- Jiříkovice
- Podolí
- Ponětovice
- Pozořice
- Prace
- Slavkov u Brna
- Sokolnice
- Šlapanice
- Telnice
- Tvarožná
- Újezd u Brna
- Žatčany
- Holubice
- Hostěrádky-Rešov
- Kobylnice
- Kovalovice
- Velešovice